# Hydnocarpus humei
Hydnocarpus humei es una especie de planta perteneciente a la familia Achariaceae. Es endémica de Malasia. Está tratada en peligro de extinción por pérdida de hábitat. 

## Distribución
Es un pequeño árbol conocido solamente de dos colecciones en Larut, Perak, y Klang Gates, Selangor.

## Taxonomía
El género fue descrito por  Henry Nicholas Ridley y publicado en Bull. Misc. Inform. Kew 1926, 470.